# Lotosový sed

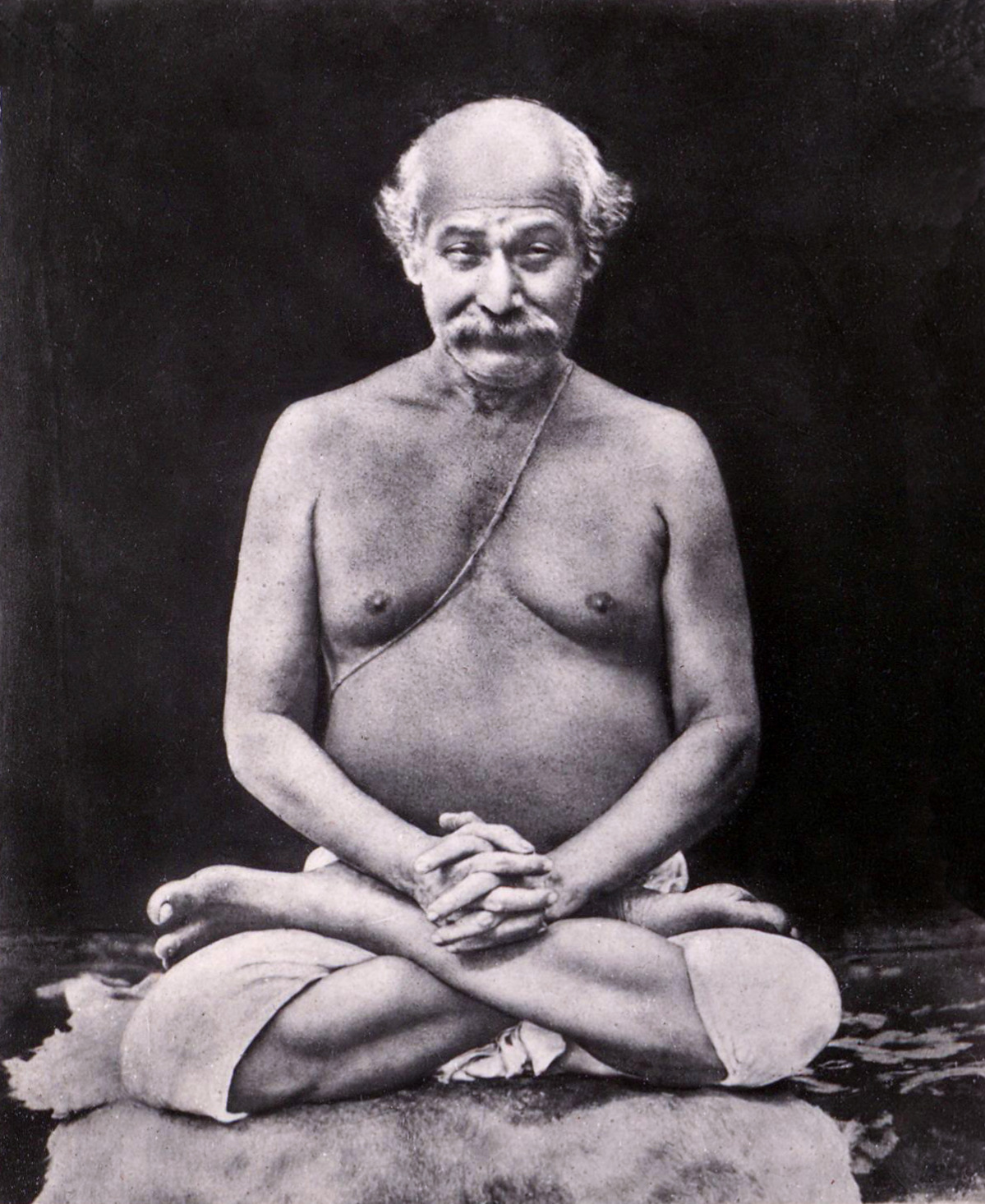
Padmásana

Padmásana neboli lotosový sed je jedna ze základních meditačních poloh jógy. Lotos má vyjadřovat symbol stvoření.
Pozice lotosu je vhodná k meditaci a k pránájámě, jelikož omezuje krevní oběh v dolních končetinách, a tím snižuje jejich citlivost Díky padmásaně dochází k protažení svalů nohou, k otevírání kyčlí a uvolňování kolenních vazů. Krev z nohou se částenčně přemístí do břicha, což pomáhá v břišní dutině. Pozice má zklidňující účinky na nervy.

## Etymologie
Padmasána znamená lotosový trůn.

### Vstup do pozice
Sed do sukhásany. Uchopí se rukou pravé chodidlo, nárt se položí na horní část levého stehna tak, aby vnější okraj chodidla tlačil na klín. Pak levé chodilo se sune dopředu na pravé stehno. Chodidla jsou vysouvána vzhůru k tříslům a kolena jsou tlačena blíže k sobě. Při problémech s koleny, kyčlemi je možné si pomoci popruhy. Vždy se začíná pravou nohou.
Slabším cvičencům slouží alternativně sukhásana (klasický turecký sed se zkříženýma nohama) nebo ardha padmásana (poloviční lotos, kdy je založena jen jedna noha). Dále je možné užít jednodušších variant a jiných ásan, které cvičence na plný lotos připravují.